# Zanthoxylum compactum
Zanthoxylum compactum là một loài thực vật có hoa trong họ Cửu lý hương. Loài này được (Huber ex Albuq.) P.G.Waterman miêu tả khoa học đầu tiên năm 1975.